# Feshart Ouzayd
Feshart Ouzayd o Suhrab fou rei (o més probablement governador) de l'Aràbia oriental sassànida amb seu a al-Hira. Va ocupar el poder vers el 573 o 577 en el lloc del làkhmida Qabus ibn Hind, probablement mort. Hauria estat designat pel rei Còsroes I el Just (Khusraw I Anushirwan). No va estar massa temps al poder i entre 574 i 578 va deixar pas a un àrab anomenat Qabissa que només va estar un mesos abans del 580. Després del 578 hauria retornat al poder un làkhmida de nom al-Múndhir (IV) ibn Qabus ibn Ma-as-Samà.